# JFK (アニメ制作会社)
株式会社JFK（ジェイ・エフ・ケー、英: JFK Co., Ltd.）は、日本のアニメ制作会社。多くの場合「Quad」と表記される。

## 略歴
2018年、AICを経てプロダクションアイムズで『新妹魔王の契約者』『魔装学園H×H』の制作プロデューサーを務めた淡野直人により設立。
2022年に放送された『怪人開発部の黒井津さん』で初の元請制作を手掛ける。
2023年、本社を東京都杉並区阿佐谷南3丁目37番2号 第二大同ビル4Fから東京都練馬区中村3丁目24番15号 サンハイム中幸2Fへ移転。

## 作品履歴

### テレビアニメ
| 開始年 | 放送期間    | タイトル                             | 監督                    | シリーズ構成          | アニメーション プロデューサー | 原作       |
| ------ | ----------- | ------------------------------------ | ----------------------- | --------------------- | ----------------------------- | ---------- |
| 2022年 | 1月 - 4月   | 怪人開発部の黒井津さん               | 斎藤久                  | 高山カツヒコ          | 黄樹弐悠 淡野直人             | 漫画       |
| 2023年 | 1月 - 3月   | 犬になったら好きな人に拾われた。     | 安ドウタカシ            | 神不二鐘斗            | 黄樹弐悠 淡野直人             | 漫画       |
| 2023年 | 10月 - 12月 | 僕らの雨いろプロトコル               | 山本靖貴（総） 加藤大志 | 高山カツヒコ 山本靖貴 | 栗原堅一                      | オリジナル |
| 2025年 | 1月 - 6月   | ニートくノ一となぜか同棲はじめました | 斎藤久                  | あおしまたかし        | 黄樹弐悠 淡野直人             | 漫画       |
| 2025年 | 4月 - 6月   | 俺は星間国家の悪徳領主!              | 柳沢テツヤ              | 高山カツヒコ          | 淡野直人                      | 小説       |
| 2025年 | 10月 -      | さわらないで小手指くん               | 斎藤久                  | 白樹伍鋼              | 未公表                        | 漫画       |

### その他
| 年     | タイトル                         | 備考               |
| ------ | -------------------------------- | ------------------ |
| 2024年 | ぶいすぽっ!「Tell Your World」MV | アニメーション制作 |

## 関連人物

### アニメーター・演出家
- 塚本龍介[9]

### 制作
- 淡野直人（代表）
- 黄樹弐悠
- 栗原堅一（現：Brave pictures取締役[10]）